# Mystical Ninja starring Goemon
Mystical Ninja starring Goemon (がんばれゴエモン～ネオ桃山幕府のおどり～, Ganbare Goemon ~Dance of the Neo Peach Mountain Shogunate~) est un jeu vidéo développé et édité par Konami sur Nintendo 64 en 1997 - 1998. Il est le cinquième jeu de la série Ganbare Goemon et le second à être sorti hors du Japon.
Comportant des éléments de plates-formes et d'action-aventure, Mystical Ninja est un hybride de Super Mario 64 et de la série des The Legend of Zelda.
L'histoire suit Goemon dans son combat pour empêcher le gang des « Shoguns de la Montagne Pêche » de transformer le Japon en un théâtre de beaux-arts. Le voyage fait passer Goemon par des scènes de comédie musicale et des combats entre des robots géants. Comme d'autres jeux Gambare Goemon, il est saupoudré d'humour surréaliste et d'anachronismes.
Mystical Ninja Starring Goemon s'est vendu à près de 200 000 exemplaires à travers le monde. Des chroniqueurs ont salué ses graphismes, sa jouabilité et son histoire humoristique, ainsi que sa bande son entrainante et mémorable. À l'inverse, le jeu a été critiqué pour ses problèmes de traduction, son contrôle de la caméra contre-intuitif et des séquences de voyage ennuyeuses à travers le Japon. Il a eu pour suite Mystical Ninja 2 starring Goemon en 1999.